# ReLoad
ReLoad je v pořadí sedmé album skupiny Metallica vydané v roce 1997. Skládá se z materiálu, který skupina vytvořila ještě při nahrávání alba Load. Metallica původně doufala ve vydání dvojalba Load & ReLoad, ale kvůli různým důvodům se tento nápad neuskutečnil. Lícní strana obalu má podobný námět jako album Load a v mnoha skladbách jsou zřetelné znaky blues-rocku, skladby jsou temnější než na Loadu. Autorem obalu je fotograf Andres Serrano, který na fotografii použil vlastní moč a kravskou krev. Jedná se také o poslední studiové album, na kterém vystupuje baskytarista Jason Newsted; roku 2001 ze skupiny odešel.

## Seznam skladeb
Texty napsal James Hetfield.
| Pořadí         | Název                     | Hudba                          | Délka |
| -------------- | ------------------------- | ------------------------------ | ----- |
| 1.             | Fuel                      | Hetfield, Ulrich, Kirk Hammett | 4:29  |
| 2.             | The Memory Remains        | Hetfield, Ulrich               | 4:39  |
| 3.             | Devil's Dance             | Hetfield, Ulrich               | 5:19  |
| 4.             | The Unforgiven II         | Hetfield, Ulrich, Hammett      | 6:36  |
| 5.             | Better Than You           | Hetfield, Ulrich               | 5:21  |
| 6.             | Slither                   | Hetfield, Ulrich, Hammett      | 5:13  |
| 7.             | Carpe Diem Baby           | Hetfield, Ulrich, Hammett      | 6:12  |
| 8.             | Bad Seed                  | Hetfield, Ulrich, Hammett      | 4:05  |
| 9.             | Where The Wild Things Are | Hetfield, Ulrich, Newsted      | 6:54  |
| 10.            | Prince Charming           | Hetfield, Ulrich               | 6:05  |
| 11.            | Low Man's Lyric           | Hetfield, Ulrich               | 7:37  |
| 12.            | Attitude                  | Hetfield, Ulrich               | 5:16  |
| 13.            | Fixxxer                   | Hetfield, Ulrich, Hammett      | 8:15  |
| Celková délka: | Celková délka:            | Celková délka:                 | 76:00 |

## Sestava

### Metallica
- Kirk Hammett – kytara
- James Hetfield – kytara, zpěv
- Jason Newsted – baskytara
- Lars Ulrich – bicí

### Další muzikanti
- Bernardo Bigalli – housle
- Marianne Faithfull – doprovodný zpěv ve skladbě „The Memory Remains“
- Jim McGillveray – perkusy
- David Miles – niněra